# International Wrestling Association (Japan)
Die International Wrestling Association (Japan), kurz I. W. A. Japan, ist eine  japanische Wrestling-Promotion, die seit 1994 besteht. Als Alternativ-Kürzel wird mit unter auch IWA Japan verwendet.

## Geschichte
Die I. W. A. Japan wurde von Victor Quiñones gegründet. Damaliger Hauptsponsor war der japanische Hotelbesitzer Tatsukuni „Kinroku“ Asano.
International bekannt wurde die I. W. A. Japan mit der Ausrichtung eines Wrestlingturniers, dass am 20. August 1995 im Kawasaki-Baseball-Stadion veranstaltet wurde und offiziell den Namen „Kawasaki Dream“ trug. Inoffiziell wurde die Veranstaltung jedoch „King of the Death-Match-Turnier“ genannt und ging auch mit diesem Namen in die weitere Wrestlinggeschichte ein. Mit diesem Turnier wurde das moderne Hardcore-Wrestling begründet. Neben einheimischen Wrestlern, die aus Ligen wie der FMW und Big Japan stammten, traten hier vor allem US-amerikanische Wrestlinggrößen an. Das Finalmatch wurde von Mick Foley und Terry Funk bestritten und von Foley für sich entschieden. Aber auch der damalige NWA-Champion Dan Severn verteidigte bei diesem Turnier seinen Titel erfolgreich gegen Tarzan Goto.
1996 wurde die Zusammenarbeit der I. W. A. Japan und der NWA beendet.